# Beata Virgem Maria das Dores na Piazza Buenos Aires (título cardinalício)
Beata Virgem Maria das Dores na Piazza Buenos Aires (em latim:  B. Mariae Virginis Perdolentis ad forum Bonaerense) é um título cardinalício instituído em 7 de junho de 1967 pelo Papa Paulo VI, pela constituição apostólica Sunt hic Romae. Sua igreja titular é Santa Maria Addolorata a piazza Buenos Aires, a igreja nacional da Argentina em Roma.

## Titulares protetores
- Nicolás Fasolino (1967-1969)
- Vacante (1969 – 1973)
- Raúl Francisco Primatesta (1973-2006)
- Estanislao Esteban Karlic (2007-2025)